# Ferdinando Scajola
Ferdinando Scajola (Frascati, 9 ottobre 1906 – Imperia, 1º giugno 1962) è stato un politico italiano.

## Biografia
Nato a Frascati nel 1906 dall'ingegnere Alessandro e da Sofia Caterina De Felici, ereditò dal padre la passione per la lotta politica, iscrivendosi nel 1921 al Partito Popolare Italiano. Con l'avvento della dittatura fascista, venne inserito nella lista dei sorvegliati e tenuto sotto stretto controllo dalle autorità. Dopo la laurea in economia e commercio, vinse nel 1936 un concorso presso l'INPS e venne destinato alla sede di Imperia. Scajola si stabilì a Costarainera, insieme alla moglie Maria Vittoria Truini e i figli Alessandro e Maurizio; dopo poco, nacquero la figlia Maria Teresa e infine, nel 1948, il figlio Claudio.
Prese parte alle lotte per la liberazione in Liguria e venne eletto primo segretario provinciale della Democrazia Cristiana di Imperia nel 1945, rimanendo in carica fino al 1954. Alle prime elezioni democratiche del 1946 ottenne 6 758 preferenze, aggiudicandosi un posto nel consiglio comunale. Il 10 giugno 1951 venne eletto sindaco di Imperia con ventiquattro voti a favore e quindici schede bianche, e presiedette una giunta a maggioranza democristiana con l'appoggio del Partito Socialista Democratico Italiano. Rimase in carica fino al novembre 1954, quando fu costretto a dimettersi dopo l'accusa di avere favorito il cognato Ferdinando Truini, medico chirurgo, a vincere il concorso di primario all'ospedale di Imperia.
In seguito, venne rieletto consigliere comunale nel 1956 e nel 1960. Morì a causa di un infarto il 1º giugno 1962, all'età di cinquantacinque anni.